# 黑尾孔錦鳚
黑尾孔綿鳚，為輻鰭魚綱鱸形目绵鳚亞目绵鳚科的其中一種，分布於西北太平洋區的鄂霍次克海海域，屬深海底棲性魚類，棲息深度在水深90至881公尺，體長可達45公分。